# Anna Hasselborg
Anna Hasselborg, née le 5 mai 1989 à Stockholm, est une curleuse suédoise. 

## Carrière
Elle est la skip de l'équipe suédoise vainqueur du tournoi féminin de curling aux Jeux olympiques d'hiver de 2018.
Elle remporte la médaille d'argent aux Championnats d'Europe de curling en 2016 et en 2017 et au Championnat du monde de curling féminin 2018 ainsi que la médaille d'argent européenne en mixte en 2008.
Elle est championne du monde junior en 2010.
Elle remporte la médaille d'argent du Championnat du monde féminin de curling 2019.